# فرودگاه پورت هوپ سیمپسون
فرودگاه پورت هوپ سیمپسون (به انگلیسی: Port Hope Simpson Airport) یک فرودگاه همگانی با کد یاتا YHA است که یک باند فرود شن دارد و طول باند آن ۷۶۱ متر است. این فرودگاه در کشور کانادا قرار دارد و در ارتفاع ۱۰۳ متری از سطح دریا واقع شده است.

## شرکت‌های هواپیمایی و مقصدهای پروازی
| شرکت‌های هواپیمایی | مقصدهای پروازی                                                                                     |
| ----------------- | -------------------------------------------------------------------------------------------------- |
| ایر لابرادور      | بلک تیکل، کارترایت، شارلوت‌تاوون، فاکس هاربور، سی‌اف‌بی گوس بی، ماریس هاربر، سنت آنتونی، ولیامز هاربر |

As of March 2017, Port Hope is not listed as a scheduled destination in the ایر لابرادور flight schedule.